# Harrisburg (Carolina do Norte)
Harrisburg é uma cidade  localizada no estado norte-americano de Carolina do Norte, no Condado de Cabarrus.

## Demografia
Segundo o censo norte-americano de 2000, a sua população era de 4493 habitantes.
Em 2006, foi estimada uma população de 5347, um aumento de 854 (19.0%).

## Geografia
De acordo com o United States Census Bureau tem uma área de 16,2 km², dos quais 16,2 km² cobertos por terra e 0,0 km² cobertos por água. Harrisburg localiza-se a aproximadamente 181 m acima do nível do mar.

## Localidades na vizinhança
O diagrama seguinte representa as localidades num raio de 24 km ao redor de Harrisburg.